# 小川バイパス (埼玉県)
小川バイパス（おがわバイパス）は、埼玉県比企郡嵐山町の国道254号志賀交差点から、大里郡寄居町の金勝山トンネル交差点に至る総延長8.5kmの国道254号のバイパスである。

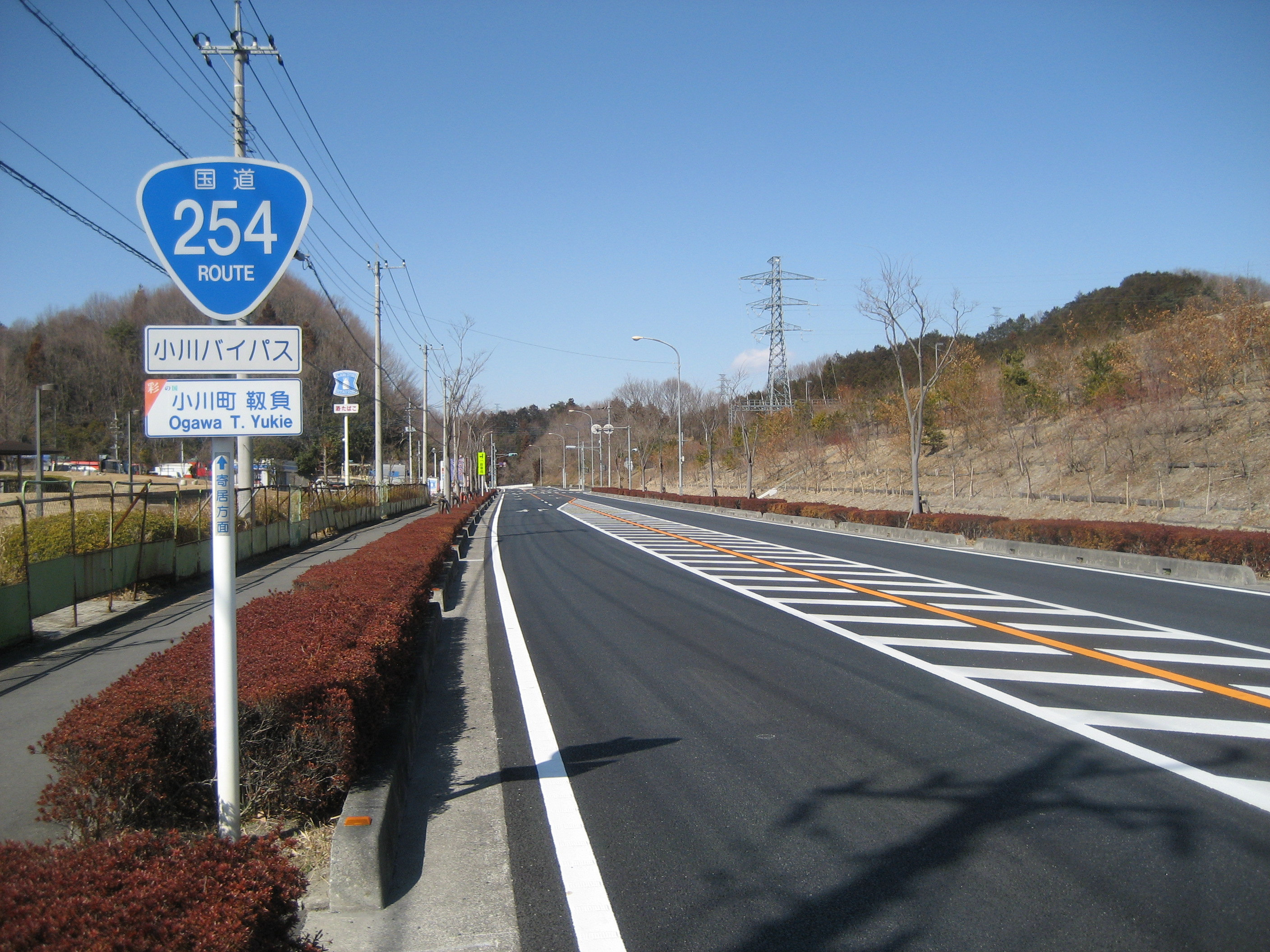
小川町靭負

## 概要

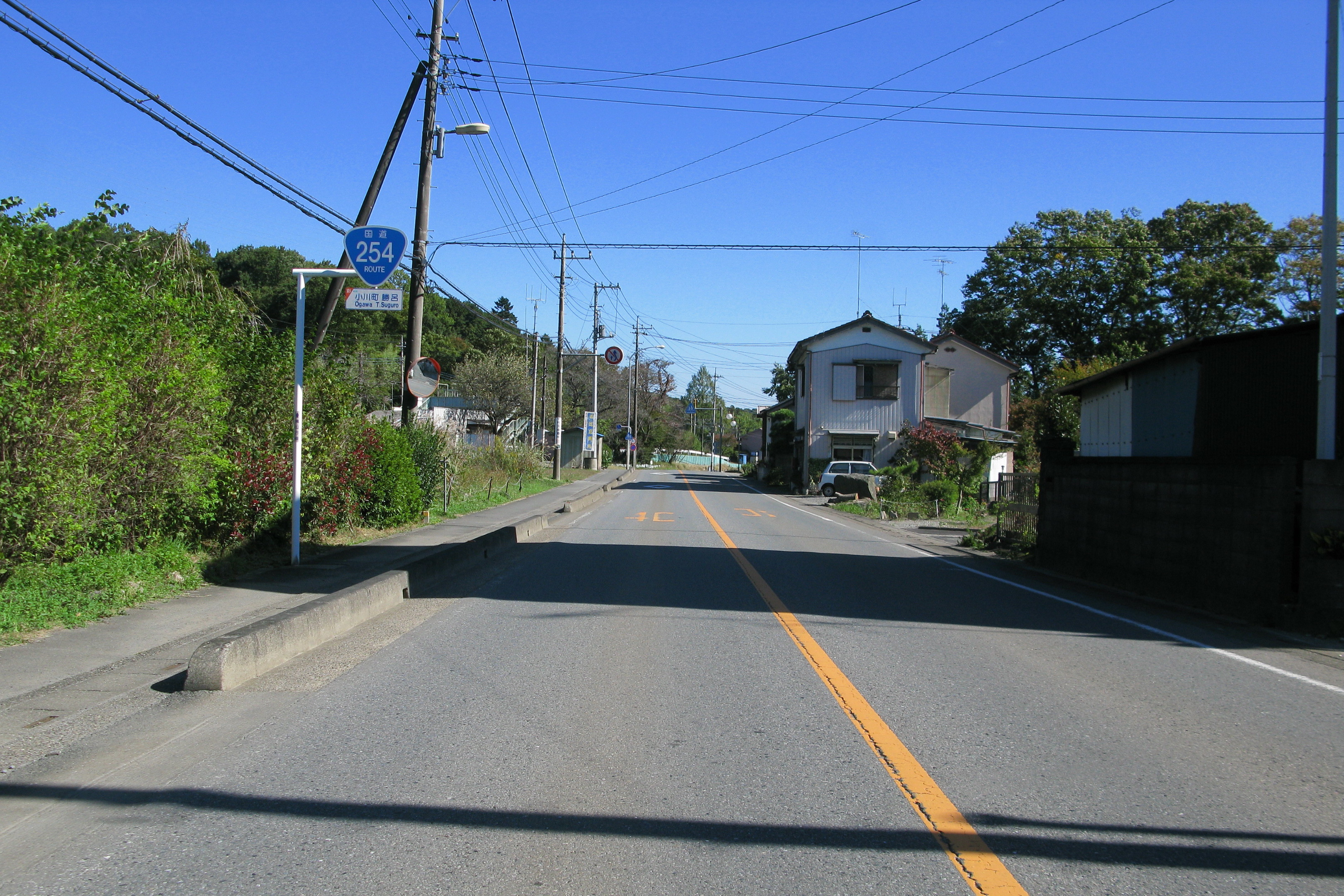
旧道上り方面（2012年11月）

比企郡小川町の市街地を迂回する目的で建設され、小川環状道路の北側に位置する路線である。バイパス沿いには小川パークヒル、みどりヶ丘の住宅地、本田技研工業の埼玉製作所寄居工場、同小川エンジン工場のあるひばり台などの工業地が造成されている。嵐山バイパスまでは計画4車線なのに対して小川バイパスは計画2車線となっている。
なおバイパスに並行している旧道は国道254号の現道となっている。

## 歴史
- 1978年12月 - 都市計画決定。
- 1991年3月 - 金勝山トンネル開通。小川バイパス全通。

## 地理

### 通過する自治体
- 埼玉県
  - 比企郡嵐山町 - 比企郡小川町 - 大里郡寄居町

### 交差する道路
| 交差する道路               | 交差する道路               | 交差点名       | 所在地       |
| -------------------------- | -------------------------- | -------------- | ------------ |
| 国道254号                  | -                          | 志賀           | 比企郡嵐山町 |
| -                          | 埼玉県道11号熊谷小川秩父線 | 嵐山小川IC入口 | 比企郡小川町 |
|                            | 埼玉県道184号本田小川線    | 下横田         | 比企郡小川町 |
| 埼玉県道11号熊谷小川秩父線 | 埼玉県道11号熊谷小川秩父線 | 高谷           | 比企郡小川町 |
| 埼玉県道274号赤浜小川線    | 埼玉県道274号赤浜小川線    | 角山上         | 比企郡小川町 |
| 国道254号                  | -                          | 金勝山トンネル | 大里郡寄居町 |

### 沿線の施設
| 施設                        | 所在地       | 所在地     |
| --------------------------- | ------------ | ---------- |
| JA埼玉中央 小川農産物直売所 | 比企郡小川町 | 下横田     |
| 小川カントリークラブ        | 比企郡小川町 |            |
| 比企広域消防本部 小川消防署 | 比企郡小川町 | 上横田     |
| ヤオコーみどりが丘店        | 比企郡小川町 | みどりが丘 |
| 小川町立欅台中学校          | 比企郡小川町 | みどりが丘 |

### 接続するバイパスの位置関係
（東京方面）嵐山バイパス - 小川バイパス - 寄居バイパス（松本方面）